# Хранитель фиолетовых сумерек
«Хранитель фиолетовых сумерек» (англ. The Outer Limits: Keeper of the Purple Twilight) — научно-фантастический телевизионный художественный фильм, поставленный режиссёром Чарльзом Хаасом и вышедший на телеканале ABC 5 декабря 1964 года как 12 серия 2 сезона телесериала «За гранью возможного» 1963—1965 годов.

## Вступление
Нет предела стремлению пытливого ума. Он простирается до конца воображения, затем его пределы — в тайны мечтаний, вечно надеясь даже мечты обратить в реальность — на благо всего человечества…Оригинальный текст (англ.)There is no limit to the extension of the curious mind. It reaches to the end of the imagination, then beyond into the mysteries of dreams, hoping always to convert even the dreams into reality, for the greater well-being of all mankind…

## Сюжет
Учёный Эрик Пламмер попадает под зловещее влияние существа из космоса, способного к существованию в человеческой форме, но испытывающего недостаток в человеческих эмоциях. В качестве прелюдии перед вторжением на Землю своей расы, инопланетянин по имени Икар изучает человеческий род. Лишь одной вещью, которую он не может познать, является эмоция. Тем временем одержимый учёный Пламмер почти доходит до нервного срыва, пытаясь закончить магнитный дезинтегратор, который преобразует материю в чистую энергию. Инопланетянин предлагает Пламмеру свои технические знания того, как построить лучевое оружие, в обмен на способность учёного испытать чувства. У их эксперимента, однако, есть непредвиденные обстоятельства для них; команда инопланетных судебных приставов скоро прибудет, чтобы ликвидировать их обоих, так же, как и подругу учёного. Поскольку оружие Пламмера помогло бы вторжению Икара завершиться неудачей, Икар заключает сделку с Пламмером (который не знает об этом факте). Он поможет Пламмеру закончить изобретение; в обмене Пламмер позволит ему красть свои эмоции для своеобразного «тест-драйва».
Выясняется, что Икар происходит из мира-улья со строго определёнными ролями, которые чётко отделяют их от эмоции и личной идентичности: большие мозги (как он сам), которые размышляют; солдаты, которые сражаются; и женщины, которые производят потомство.
Но из-за вмешательства подруги Пламмера, Джанет Лейн, Икар неспособен управлять или понять эмоции учёного. Это приводит эксперимент к неприятным последствиям. Хотя в ряду эмоций учёного, у инопланетянина есть большая трудность в понимании таких вещей, как любовь и красота — понятий, совершенно чуждых в его мире. Поведение Икара привлекает внимание его начальников, которые посылают представителей воинов его расы, чтобы наказать его. Тем временем Пламмер использует данные Икара, чтобы использовать фантастический источник энергии, и производит страшное оружие, способное к разрушению всей жизни.
Однако, Икар начинает испытывать чувства, такие как гнев, и желание Джанет, в конечном счёте возвращая эмоции учёному. Икар теперь преследуется представителями своей собственной расы, так как отныне он является угрозой запланированному вторжению на Землю. Выясняется, что родной мир инопланетян перенаселён и они выбрали нашу планету, чтобы она стала их новым домом. В конце концов, Икар убивает двух солдат, но его уничтожают прежде, чем Пламмер дезинтегрирует последнего солдата. Доктор Пламмер ломает своё оружие, стирает все следы своей работы и доказательства существования инопланетян.

## Заключительная фраза
Пытливый ум не может быть скован. Это — свободный разум, бесконечно ищущий большей свободы, которая в конечном счёте должна сделать каждое живое существо радостно наполненным в самом себе; а потому — в мире с собой и соседями.Оригинальный текст (англ.)The curious mind cannot be chained. It is a free mind, endlessly searching for the greater freedom that must eventually make every living being joyfully complete within himself; therefore at peace with himself and his neighbors.

## В ролях
| Актёр          | Роль                   |
| -------------- | ---------------------- |
| Роберт Уэббер  | Икар                   |
| Уоррен Стивенс | профессор Эрик Пламмер |
| Гейл Коб       | Джанет Лейн            |
| Курт Конвей    | Франклин Карлин        |
| Эдвард Платт   | Дэвид Хант             |

## Производство
В фильме «Хранитель фиолетовых сумерек» телесериал вернулся к так называемому принципу «медведя» (англ. the bear), когда главное действие сосредоточено вокруг страшного монстра. Принцип был введён в первом сезоне классического телесериала продюсером Джозефом Стефано, который считал, что такой сюжетный элемент, как «медведь», необходим для создания атмосферы страха, напряжения или по крайней мере может служить основой для развития истории. Во втором сезоне с уходом Стефано принцип потерял значение, и Стивен Лорд, написавший первоначальный сценарий «Хранителя фиолетовых сумерек», рассматривал фильм «скорее как интеллектуальную мелодраму». С видением Лорда не мог согласиться продюсер Бен Брэйди, который передал сценарий Милтону Кримсу, и тот наполнил его монстрами. Лорд был настолько недоволен результатом, что в день выхода серии в эфир прислал Брэйди большой траурный венок с карточкой «Да упокоится Хранитель фиолетовых сумерек с миром».